# Sabrina Ferilli
Sabrina Ferilli (Roma, 28 giugno 1964) è un'attrice e conduttrice televisiva italiana.
Nel corso della sua carriera si è divisa tra cinema, teatro e televisione e ha ottenuto diversi riconoscimenti, tra cui un David di Donatello speciale, un Globo d'oro, sette Nastri d'argento, sei Ciak d'oro e tre Premi Flaiano.

## Biografia
Nata a Roma il 28 giugno 1964 da Giuliano, dirigente del Partito Comunista Italiano nato a Roma il 12 marzo 1936, e da Ida Fatigati, casalinga originaria di San Felice a Cancello (CE), Sabrina è cresciuta a Fiano Romano, in provincia di Roma. Ha frequentato il liceo classico Orazio a Roma. Dopo aver tentato senza successo di entrare al Centro sperimentale di cinematografia di Roma, iniziò la carriera di attrice cinematografica in parti secondarie, come in Caramelle da uno sconosciuto di Franco Ferrini, e piccoli ruoli in film di secondo piano alla fine degli anni ottanta.

### Carriera
Nel 1989 doppiò Francesca Dellera nella miniserie TV La bugiarda. Nel 1990 Alessandro D'Alatri la volle nel film Americano rosso con il quale l'attrice iniziò a farsi notare in un piccolo ruolo. Nel 1993 recitò nella commedia Anche i commercialisti hanno un'anima, al fianco di Enrico Montesano e Renato Pozzetto, ne Il giudice ragazzino, insieme a Giulio Scarpati e soprattutto in Diario di un vizio di Marco Ferreri, mentre l'anno successivo raggiunse la notorietà con La bella vita di Paolo Virzì, con cui ottenne il premio Panorama alla 52ª Mostra internazionale d'arte cinematografica di Venezia e il Nastro d'argento alla miglior attrice protagonista, oltre che una candidatura al David di Donatello. Durante gli anni successivi prende parte al film Vite strozzate di Ricky Tognazzi e continua a comparire in buone commedie, come Ferie d'agosto, sempre di Virzì e Ritorno a casa Gori di Alessandro Benvenuti. Ha condotto il Festival di Sanremo 1996, insieme a Pippo Baudo e Valeria Mazza. Due anni dopo, ottiene ruoli da co-protagonista nel film drammatico Tu ridi dei fratelli Taviani e nella commedia Il signor Quindicipalle di Francesco Nuti.

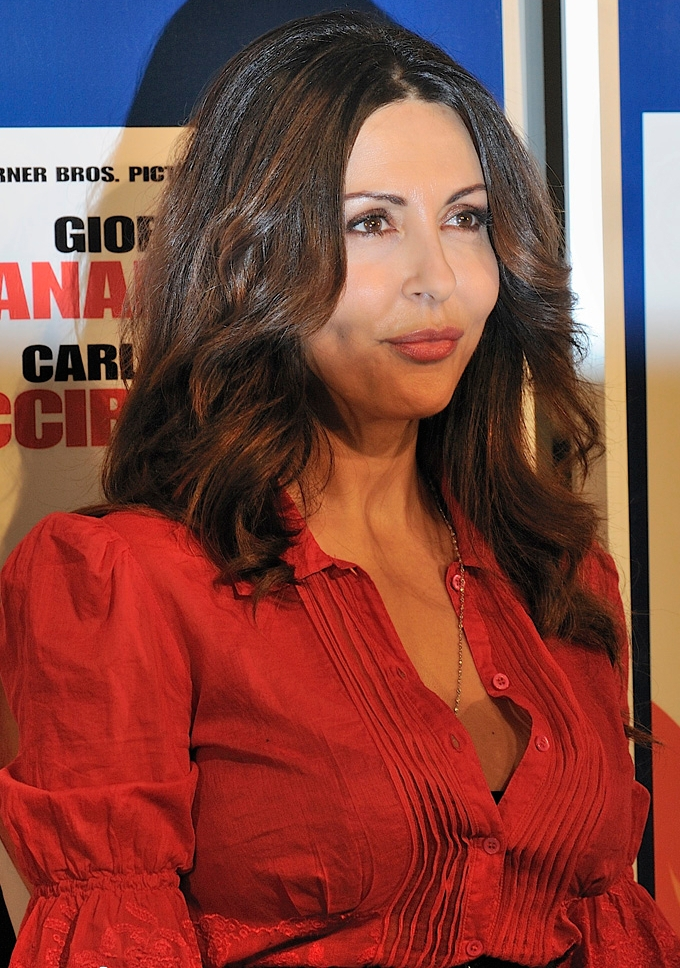
Sabrina Ferilli nel 2009

Successivamente ha lavorato anche in teatro, con alcune riedizioni di commedie di Garinei e Giovannini, tra cui due edizioni del Rugantino e si lascia tentare sempre più dalla televisione partecipando a numerose fiction. Nel 2000 ha posato per il calendario sexy del mensile Max, che ha realizzato oltre 1 milione di copie vendute. Il 24 giugno 2001, per festeggiare lo scudetto vinto dalla sua squadra del cuore, la Roma, ha eseguito uno spogliarello al Circo Massimo davanti a centinaia di migliaia di tifosi. Nel 2003 è la protagonista nel film L'acqua... il fuoco di Luciano Emmer che viene mostrato alla 60ª Mostra internazionale d'arte cinematografica di Venezia, l'interpretazione è accolta in modo controverso.
In seguito prende parte ad alcuni cinepanettoni come Christmas in love e Natale a New York. Nel 2008 recita in Tutta la vita davanti di Paolo Virzì, vincendo ancora una volta il Nastro d'argento come migliore attrice non protagonista. Nel 2009 recita nei film I mostri oggi di Enrico Oldoini, e nel cinepanettone Natale a Beverly Hills di Neri Parenti. Nel 2011 recita nuovamente in un film di Parenti Vacanze di Natale a Cortina.
Nel 2013 viene scelta come giudice fissa alla dodicesima edizione del programma Amici di Maria De Filippi, ricoprendo il ruolo sino al 2016. Nello stesso anno è protagonista, con la regia di Eros Puglielli, della serie TV Baciamo le mani - Palermo New York 1958 su Canale 5, e viene scelta come madrina d'apertura del Roma Film Festival. Sempre nel 2013 è una delle protagoniste del film La grande bellezza di Paolo Sorrentino, che il 2 marzo 2014 vince il premio Oscar come miglior film straniero. Ferilli viene candidata per la sua interpretazione ai David di Donatello, vincendo il Nastro d'argento alla migliore attrice non protagonista e il Nastro d'argento Speciale nel 2014.
Dal gennaio 2014 al dicembre 2016 torna a recitare a teatro nella tournée teatrale Signori... le paté de la maison!, sotto la regia di Maurizio Micheli. Nel dicembre 2014 esordisce sul nuovo canale Agon Channel alla conduzione, con il talk Contratto, insieme a Luca Zanforlin. Nel 2015 è protagonista assieme a Margherita Buy di Io e lei di Maria Sole Tognazzi, in cui le due attrici interpretano la parte di una coppia omosessuale liberamente ispirata a Il vizietto di Édouard Molinaro. Per questa interpretazione vince il Ciak d'oro alla migliore attrice protagonista, venendo candidata al David di Donatello e al Nastro d'argento nella medesima categoria. 

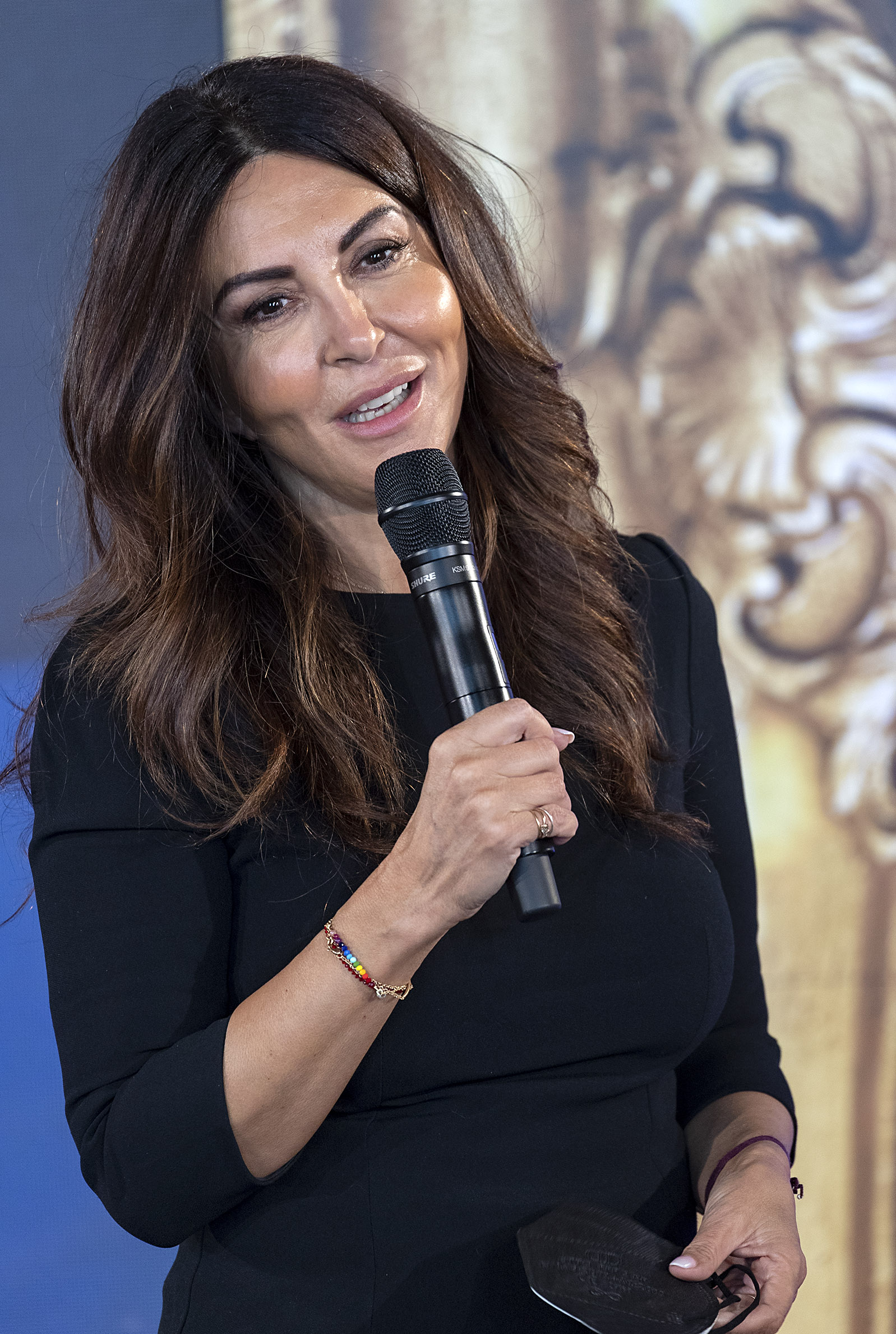
Sabrina Ferilli ai David di Donatello 2022

Nel 2016 è di nuovo nella giuria della quindicesima edizione di Amici di Maria De Filippi, insieme ad Anna Oxa e Loredana Bertè, e torna a recitare in televisione nella serie Rimbocchiamoci le maniche su Canale 5. Nello stesso anno recita nel film Forever Young, regia di Fausto Brizzi. Nel 2017 recita nei film The Place, sotto la regia di Paolo Genovese, e in Omicidio all'italiana di Maccio Capatonda, in cui ricopre il ruolo della coprotagonista Donatella Spruzzone, interpretazione riconosciuta ai Nastri d'argento 2017 alla migliore attrice non protagonista.
Tra aprile e giugno 2018 conduce su Rai 3 il programma televisivo legato all'identità di genere e alla transessualità Storie del genere. Nel 2018 è inoltre presente nel cast nìdel film di Francesco Miccichè Ricchi di fantasia. Dal 2019 entra a far parte della giuria popolare del talent show Tú sí que vales su Canale 5 e torna dopo tre anni in veste di giudice a Amici di Maria De Filippi.
Nello febbraio 2020 viene distribuito il film d'animazione Onward - Oltre la magia in cui Ferilli doppia il personaggio Laurel Lightfoot. Nel maggio 2020 torna a ricoprire il ruolo di giudice nello spin-off Amici Speciali. Nel marzo 2021 inizia a prendere parte allo show Dinner Club di Carlo Cracco su Prime Video, ed è presente nel cast della miniserie Svegliati amore mio su Canale 5. Nel 2022 è co-protagonista del film Il sesso degli angeli diretto e interpretato da Leonardo Pieraccioni. Nello stesso anno le viene conferito il David di Donatello speciale alla carriera.
Torna in televisione recitando nella serie televisiva Gloria, ruolo che le fa ottenere il Nastro d'argento Speciale come protagonista dell'anno ai Nastri d'argento del 2024. Nello stesso anno recita nel film di Paolo Virzì Un altro ferragosto, per cui riceve una candidatura ai Nastri d'argento come migliore attrice in un film commedia. Nel 2025 è presente nel cast di La città proibita, regia di Gabriele Mainetti.

## Vita privata
È stata sposata con Andrea Perone dal 2003 al 2005; dal 2011 è sposata con il manager Flavio Cattaneo.

## Filantropia e controversie
Ferilli si è sempre esposta a favore dei partiti politici italiani di sinistra. Nel corso degli anni si è esposta su tematiche legate al razzismo, le pari opportunità e i diritti della comunità LGBT, sul diritto allo studio e sulla sanità pubblica. Ferilli si è dichiarata vicina al femminismo, appoggiando campagne per i diritti delle donne, l'uguaglianza di genere e il mantenimento della legislatura dell'aborto in Italia.

### Fecondazione assistita e scontro con Katia Bellillo
Nel 2005 sia Ferilli, da sempre vicina alla sinistra, sia Katia Bellillo, deputata dei Comunisti Italiani, hanno sostenuto il referendum sulla fecondazione assistita. L'attrice ha in seguito dichiarato alla rivista Gente che nonostante rispettasse la pratica della fecondazione assistita personalmente preferiva l'adozione. Bellillo, intervistata dal Corriere della Sera, avrebbe quindi detto:
In seguito Bellillo ha rifiutato di scusarsi ed è stata querelata da Ferilli. In quanto deputata all'epoca dei fatti Bellillo godeva di immunità parlamentare (art. 68 Cost.) e nel luglio 2008 ha inviato alla Giunta per le autorizzazioni una domanda d'insindacabilità, sostenendo fra l'altro di non aver pronunciato la frase incriminata. Il presidente della commissione Pierluigi Castagnetti ha inizialmente proposto una conciliazione, rifiutata però da Ferilli. Nonostante alcuni deputati si fossero pronunciati per la sindacabilità, la Giunta il 19 novembre ha votato a maggioranza per l'insindacabilità, provocando le critiche dell'attrice al Partito Democratico in una lettera aperta a Walter Veltroni.

### Accuse di diffamazione a Francesco Testi
Nel 2012, successivamente ad un articolo pubblicato sul giornale Oggi, in cui viene apposta una fotografia ritraente Ferilli baciarsi con Francesco Testi. L'attrice ha rilasciato un comunicato all'ANSA in cui smentisce il rapporto con l'attore, in quanto legata sentimentalmente a Flavio Cattaneo, poiché la foto deriverebbe dal set della serie televisiva Baciamo le mani. L'attrice ha dichiarato inoltre che tra Testi e il produttore della serie, Alberto Tarallo, vi sarebbero «profondi rapporti», portando Testi a denunciare l'attrice per diffamazione a mezzo stampa per aver insinuato una relazione omosessuale tra i due, avviando un procedimento penale. Nel gennaio 2013 il pm Gianluigi Dettori ha fatto decadere l'accusa presentata presso il tribunale di Bergamo, dichiarando che Ferilli non avesse adoperato il termine «gay» nel comunicato, limitandosi a indicare un legame tra l'attore e il produttore; Dettori ha inoltre sottolineato che nel 2012 l'omosessualità non è considerabile un insulto né una riprovazione.

## Filmografia

### Cinema
- Caramelle da uno sconosciuto, regia di Franco Ferrini (1987)
- I picari, regia di Mario Monicelli (1987)
- Il frullo del passero, regia di Gianfranco Mingozzi (1988)
- Il volpone, regia di Maurizio Ponzi (1988)
- Rimini Rimini - Un anno dopo, regia di Bruno Corbucci (1988)
- Night Club, regia di Sergio Corbucci (1989)
- Americano rosso, regia di Alessandro D'Alatri (1991)
- La strada di Ball, regia di Marco Colli (1991)
- Piccoli omicidi senza parole, regia di José Quaglio (1991)
- Lia, rispondi, regia di José Quaglio (1992)
- Centro storico - Donne sottotetto, regia di Roberto Giannarelli (1992)
- The More I See You, regia di Josef Aichholzer (1992)
- Vietato ai minori, regia di Maurizio Ponzi (1992)
- Diario di un vizio, regia di Marco Ferreri (1993)
- Donne in un giorno di festa, regia di Salvatore Maira (1993)
- Il giudice ragazzino, regia di Alessandro Di Robilant (1994)
- Anche i commercialisti hanno un'anima, regia di Maurizio Ponzi (1994)
- La bella vita, regia di Paolo Virzì (1994)
- Vite strozzate, regia di Ricky Tognazzi (1996)
- Ferie d'agosto, regia di Paolo Virzì (1996)
- Ritorno a casa Gori, regia di Alessandro Benvenuti (1996)
- Arance amare, regia di Michel Such (1997)
- Tu ridi, regia di Paolo e Vittorio Taviani (1998)
- Il signor Quindicipalle, regia di Francesco Nuti (1998)
- I fobici, regia di Giancarlo Scarchilli (1999)
- Le giraffe, regia di Claudio Bonivento (2000)
- A ruota libera, regia di Vincenzo Salemme (2000)
- L'acqua... il fuoco, regia di Luciano Emmer (2003)
- Christmas in Love, regia di Neri Parenti (2004)
- Eccezzziunale veramente - Capitolo secondo... me, regia di Carlo Vanzina (2006)
- Natale a New York, regia di Neri Parenti (2006)
- Tutta la vita davanti, regia di Paolo Virzì (2008)
- I mostri oggi, regia di Enrico Oldoini (2009)
- Natale a Beverly Hills, regia di Neri Parenti (2009)
- Vacanze di Natale a Cortina, regia di Neri Parenti (2011)
- La grande bellezza, regia di Paolo Sorrentino (2013)
- Io e lei, regia di Maria Sole Tognazzi (2015)
- Forever Young, regia di Fausto Brizzi (2016)
- Omicidio all'italiana, regia di Maccio Capatonda (2017)
- The Place, regia di Paolo Genovese (2017)
- Ricchi di fantasia, regia di Francesco Miccichè (2018)
- Il sesso degli angeli, regia di Leonardo Pieraccioni (2022)
- I soliti idioti 3 - Il ritorno, regia di Fabrizio Biggio, Francesco Mandelli e Ferruccio Martini (2024) – solo voce
- Un altro ferragosto, regia di Paolo Virzì (2024)
- La città proibita, regia di Gabriele Mainetti (2025)

### Televisione
- Naso di cane, regia di Pasquale Squitieri – miniserie TV (1986)
- Portami la luna, regia di Carlo Cotti (1986)
- I ragazzi della 3ª C – serie TV, episodio 2x05 (1987)
- La casa dell'orco, regia di Lamberto Bava – film TV (1988)
- Valentina – serie TV (1989)
- Stelle in fiamme (1989)
- L'isola dei misteri (1990)
- Senza scampo, regia di Paolo Poeti - miniserie TV (1990)
- Una storia italiana, regia di Stefano Reali – miniserie TV (1992)
- Naufraghi sotto costa, regia di Marco Colli (1992)
- Un commissario a Roma – serie TV, episodio 1x07 (1993)
- Inka connection (1995)
- Die Falle, regia di Michael Lähn – film TV (1995)
- Il padre di mia figlia, regia di Livia Giampalmo – film TV (1997)
- Leo e Beo, regia di Rossella Izzo – miniserie TV (1998)
- Commesse – serie TV (1999-2002)
- Le ali della vita, regia di Stefano Reali – miniserie TV (2000)
- Come l'America, regia di Andrea e Antonio Frazzi – miniserie TV (2001)
- Le ali della vita 2, regia di Stefano Reali – miniserie TV (2001)
- Cuore di donna (2002)
- Rivoglio i miei figli, regia di Luigi Perelli – miniserie TV (2004)
- Al di là delle frontiere, regia di Maurizio Zaccaro – miniserie TV (2004)
- La terra del ritorno, regia di Jerry Ciccoritti – miniserie TV (2004)
- Dalida, regia di Joyce Bunūel – miniserie TV (2005)
- Angela - Matilde - Lucia (2005)
- La provinciale, regia di Pasquale Pozzessere – miniserie TV (2006)
- Due imbroglioni e... mezzo!, regia di Franco Amurri – film TV (2007)
- Anna e i cinque – serie TV (2008-2011)
- Due imbroglioni e... mezzo!, regia di Franco Amurri – miniserie TV (2010)
- Caldo criminale, regia di Eros Puglielli – film TV (2010)
- Né con te né senza di te, regia di Vincenzo Terracciano – miniserie TV (2012)
- Baciamo le mani - Palermo New York 1958 – serie TV (2013)
- Rimbocchiamoci le maniche – serie TV (2016)
- L'amore strappato, regia di Simona Izzo e Ricky Tognazzi – miniserie TV (2019)
- Svegliati amore mio, regia di Simona Izzo e Ricky Tognazzi – miniserie TV (2021)
- Gloria – serie TV (2024)

## Teatro
- Alleluja brava gente di Garinei e Giovannini (1994-1995)
- Un paio d'ali di Garinei e Giovannini (1996-1997)
- Rugantino di Garinei e Giovannini (1998-2001)
- La presidentessa di Maurice Hennequin e Pierre Veber, regia di Gigi Proietti (2005-2007)
- Signori... le paté de la maison! di Matthieu Delaporte e Alexandre de La Patellière, regia di Maurizio Micheli (2014-2016)

## Programmi televisivi
- Festival di Sanremo (Rai 1, 1996, 2022) – co-conduttrice[51]
- Mai dire gol (Italia 1, 1996-1997)
- La partita del cuore (Rai 1, 1997)
- Donna sotto le stelle (Canale 5, 1998-1999)
- La bella e la besthia (Rai 1, 2002)
- Crozza Italia (LA7, 2006-2008)
- Amici di Maria De Filippi (Canale 5, 2013-2016; 2019; 2022) – giudice
- Contratto (Agon Channel, 2014-2015)
- House Party (Canale 5, 2016)
- Storie del genere (Rai 3, 2018)
- Tú sí que vales (Canale 5, dal 2019) – giudice popolare
- Amici Speciali (Canale 5, 2020) – giudice
- Dinner Club (Prime Video, dal 2021)

## Doppiaggio

### Cinema
- Francesca Dellera ne La bugiarda
- Patrixia ne I soliti idioti 3 - Il ritorno

### Animazione
- Sally Carrera in Cars - Motori ruggenti, Carl Attrezzi e la luce fantasma, Cars Toons, Cars 2, Cars 3, Cars on the Road
- Régine Le Haut in Ballerina
- Laurel Lightfoot in Onward - Oltre la magia

## Spot pubblicitari
- Alpitour
- Chiquita
- De Cecco
- Garnier
- Parmalat
- Paul & Shark
- Poltronesofà
- Sandro Ferrone
- Wind

## Riconoscimenti
- David di Donatello
  - 1995 – Candidatura alla migliore attrice protagonista per La bella vita
  - 2009 – Candidatura alla migliore attrice non protagonista per Tutta la vita davanti
  - 2014 – Candidatura alla migliore attrice protagonista per La grande bellezza
  - 2016 – Candidatura alla migliore attrice protagonista per Io e lei
  - 2022 – David di Donatello Speciale
- Nastro d'argento
  - 1993 – Candidatura alla migliore attrice non protagonista per Centro storico - Donne sottotetto
  - 1995 – Migliore attrice protagonista per La bella vita
  - 1997 – Candidatura alla migliore attrice protagonista per Ferie d'agosto
  - 2008 – Migliore attrice non protagonista per Tutta la vita davanti
  - 2013 – Migliore attrice non protagonista per La grande bellezza
  - 2014 – Nastro d'argento Speciale per La grande bellezza
  - 2016 – Candidatura alla migliore attrice protagonista per Io e lei
  - 2016 – Premio speciale 70 anni - per l'impegno civile sui temi della società per Io e lei
  - 2017 – Migliore attrice non protagonista per Omicidio all'italiana
  - 2018 – Candidatura alla migliore attrice non protagonista per The Place
  - 2024 – Nastro d'argento – Grandi Serie "Protagonista dell'anno" per Gloria
  - 2024 – Candidatura alla migliore attrice in un film commedia per Un altro ferragosto
  - 2025 – Candidatura alla miglior attrice non protagonista per La città proibita
- Ciak d'oro
  - 1994 – Candidatura alla miglior attrice non protagonista per Il giudice ragazzino
  - 1995 – Miglior attrice protagonista per La bella vita[52]
  - 2008 – Miglior attrice non protagonista per Tutta la vita davanti[53]
  - 2014 – Miglior attrice non protagonista per La grande bellezza[54]
  - 2016 – Miglior attrice protagonista per Io e lei[55]
  - 2016 – Ciak d'oro "Comedian femminile dell’anno" per Io e lei[55]
  - 2016 – Ciak d’oro "Absolut Comedian" per Io e lei[55]
- Festival di Venezia
  - 1993 – Premio Panorama per La bella vita
  - 2013 – Premio Kinéo "Diamanti al Cinema" per La grande bellezza
- Globo d'oro
  - 2008 – Miglior attrice per Tutta la vita davanti
- Premio Flaiano
  - 1997 – Miglior interprete televisivo per il film TV per Il padre di mia figlia
  - 2001 – Miglior interprete televisivo per il film TV per Come l'America
  - 2005 – Miglior interprete televisivo per il film TV per Dalida
- Premio Sacher
  - 1993 – Premio Sacher per La bella vita
  - 1995 – Premio Sacher d'oro alla miglior attrice per Ferie d'agosto
- Premio Telegrolla
  - 2001 – Premio Telegrolla all'eccellenza artistica per il film TV Come l'America
  - 2004 – Premio Telegrolla alla miglior attrice per i film TV per Rivoglio i miei figli e Al di là delle frontiere
- Premio Vittorio De Sica
  - 2004 – Miglior attrice per L'acqua...il fuoco